# Gabriele Cantagallo
Gabriele Cantagallo (Pescara, 27 febbraio 1943) è un ex calciatore italiano, di ruolo portiere.

## Carriera

La rosa della SPAL 1965-66, anno del ritorno in Serie A; Cantagallo è il penultimo in ginocchio da sinistra, tra Osvaldo Bagnoli ed Edy Reja

Portiere, cresce calcisticamente nel S.S. Virtus Piano d'Orta dove esordisce fra i dilettanti sedicenne. Approda alla SPAL nel 1961 per giocare prima nella De Martino poi come terzo portiere della squadra biancoazzurra in Serie A.
Retrocessa la SPAL in Serie B nel 1964, Cantagallo, nel frattempo divenuto rincalzo di Bruschini, esordisce nella Serie cadetta contro il Venezia. La grande opportunità per il portiere abruzzese nasce l'anno successivo, nel 1965 quando, complice la prolungata indisponibilità dello sfortunato Bruschini, il portiere pescarese si trova a divenire il titolare della SPAL nel frattempo ritornata in Serie A. Cantagallo esordisce nella massima serie il 12 settembre 1965 contro la Roma e con gli estensi vittoriosi per 2 a 0.
L'anno successivo però divide con Galli il ruolo di titolare per poi ritornare in secondo piano nel 1967 con l'arrivo di Mattrel e l'esordio di Cipollini. È con lo stesso Cipollini che si contende il ruolo di titolare nel 1968-69 nella serie cadetta, sempre con la SPAL, che retrocede di nuovo.
A quel punto Paolo Mazza arriva alla conclusione di non tenere alla SPAL Cantagallo ritenendo che l'estremo difensore, spettacolare fra i pali ma talvolta incerto nelle uscite alte, abbia ormai dato il meglio di sé e quindi non possa più rappresentare uno di quegli affari che avevano caratterizzato la carriera del mago di campagna. Mazza quindi conferma titolare Cipollini, di due anni più giovane, e cedee Cantagallo al Rovereto.
Dopo 3 anni a Rovereto Cantagallo passa alla Triestina dove, sotto la guida del suo mentore alla SPAL Francesco Petagna, conquista la promozione in Serie C. Successivamente va al Chieti dove subisce diversi infortuni fra i quali la rottura del tendine d'Achille. Approda infine alla società calcistica Banco di Roma, prima in Serie D poi, dal 1978, nella neonata Serie C2, dove gioca sino alla soglia dei 40 anni, coniugando la sua passione per il calcio con quella della sua nuova attività di funzionario di banca.
Dopo il ritiro ha allenato svariate squadre dilettantistiche abruzzesi e diventa preparatore dei portieri terminando la sua carriera proprio in questo ruolo con il Francavilla dove, nello staff tecnico, ritrova anche il suo ex compagno di squadra alla SPAL Bertuccioli.

## Palmarès

### Club

#### Competizioni nazionali
- Serie D: 1

Triestina: 1971-1972